# Dermatitis atópica
La dermatitis atópica es una enfermedad inflamatoria crónica recidivante de la piel, intensamente pruriginosa, que afecta fundamentalmente las superficies flexoras de codos y rodillas, el cuero cabelludo, la cara y el torso. Se presenta a menudo en familias con enfermedades atópicas (dermatitis atópica, asma bronquial y/o rinoconjuntivitis alérgica). Es una de las enfermedades cutáneas más frecuentes.
No se conoce su causa exacta, pero se cree que están involucrados factores genéticos, disfunciones del sistema inmunitario, factores ambientales y alteraciones en la permeabilidad de la piel. Con frecuencia se comete el error de atribuirla a los "nervios" o al "estrés". Las personas con dermatitis atópica a menudo tienen antecedentes de condiciones alérgicas como asma, fiebre del heno o eccema o presentan pruebas alérgicas cutáneas positivas, pero esta enfermedad no es causada por una alergia.

## Epidemiología

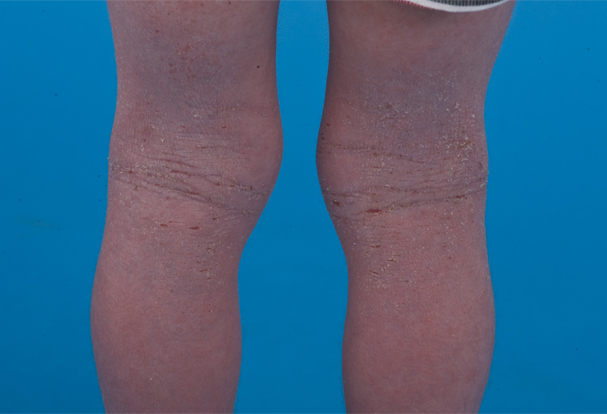
Dermatitis atópica en el pliegue interno de las rodillas.

La dermatitis atópica es ubicua, afecta a todas las razas y existe en todos los países. Según estudios, su prevalencia en la población general es entre el 2-5 % y alrededor del 15 % en niños y jóvenes. Se han reportado cifras de hasta el 20 % en países como Estados Unidos y su incidencia en todo el mundo va en aumento.
Esta enfermedad se inicia antes del primer año de la vida en más de 60 % de los pacientes, la frecuencia desciende con la edad hacia los 12 años en que apenas el 5 % de los pacientes la han visto iniciarse. El inicio en la edad adulta es muy poco común.

## Causas
Existen diversas hipótesis para intentar explicar las causas de la aparición de la dermatitis atópica. 

### Teoría genética
En un 50 a 70 % de los pacientes con dermatitis atópica existen antecedentes de atopía personal o familiar. La atopía puede manifestarse como rinitis alérgica, conjuntivitis alérgica, asma bronquial, urticaria o como dermatitis atópica. Se ha propuesto una herencia autosómica dominante con expresividad variable. Se sabe que si uno de los padres es atópico hay una probabilidad de 60 % de ser atópico y de 80 % si ambos progenitores son atópicos. No se ha determinado un HLA específico, sin embargo, se ha visto relación con un defecto en el cromosoma 11q13 encargado de codificar una variante de la subunidad beta de alta afinidad receptora en la IgE (FcER-1-beta), además de que es probable que existe una alteración genética en las proteínas de la membrana del monocito atópico el cual funciona aumentando la producción de fosfodiesterasas y prostaglandina E-2, lo que sirve para explicar parte de la patogenia en la dermatitis atópica.
En los pacientes que desarrollan enfermedades alérgicas se han encontrado más de 20 genes relacionados, existiendo particular interés en el cromosoma 5q 31-33, que tiene por función codificar una familia de genes de citoquinas: IL-3 al 5, IL-13 y GM-CSF, que están expresados por los linfocitos TH2.
Aunque se ha encontrado una relación genética con la DA, esta teoría no puede explicar el aumento exponencial en el número de caso en los últimos 30 años. Por lo tanto solo explica una predisposición a padecer una enfermedad de la cual todavía se desconocen las causas reales.

### Teoría infecciosa
Aproximadamente el 90 % de los pacientes con lesiones intensas o en fase eccematosa presenta un aumento en el número de colonias de la bacteria S. Aureus, cuyas toxinas contribuyen al empeoramiento del cuadro clínico. Alrededor de un 57 % de los pacientes presenta una reacción de tipo IgE frente esta bacteria, lo que provoca aumento del picor y empeoramiento de las lesiones. Asimismo, entre un 15 y 65 % de los pacientes presenta reacción del tipo IgE frente a P. Ovale.

### Teoría neurovegetativa
Respuesta anormal del sistema nervioso autónomo, se observa una vasoconstricción sostenida, así como una respuesta lenta a la histamina aplicada intradérmicamente que explica el dermografismo blanco.

### Trastornos relacionados con el gluten
En una parte de pacientes, la aparición de las lesiones de la dermatitis atópica guarda relación con la presencia de una  enfermedad celíaca o una sensibilidad al gluten no celíaca no reconocidas ni diagnosticadas. Estos pacientes experimentan un considerable alivio de sus síntomas con la retirada estricta del gluten de la dieta.

## Cuadro clínico
La exposición a factores ambientales irritantes puede agravar los síntomas de este problema de la misma manera que la resequedad, la exposición al agua, los cambios de temperatura y el estrés.
Sus síntomas son:
- Picor todo el tiempo (incluso de noche).
- Ampollas que supuran y forman costras.
- Enrojecimiento o inflamación de la piel alrededor de las ampollas.
- Erupción cutánea.
  - en niños menores de 2 años las lesiones de piel empiezan en las mejillas, los codos o las rodillas.
  - en los adultos la erupción compromete con más frecuencia las superficies flexoras (internas) de las rodillas, los codos y tobillos (sobre todo).
- Áreas de la piel secas y curtidas.
  - pigmentación en la piel inferior o superior al tono normal (ver piel anormalmente oscura o clara).
  - se localizan comúnmente en la parte interior del codo o detrás de la rodilla.
  - se pueden propagar al cuello, las manos, los pies, los párpados, detrás de la rodilla o los labios.
- Áreas de la piel en carne viva (excoriación) debido al rascado.
- Pus y sangrado del oído (no es muy frecuente).
- Escozor en la zona dañada.
- Áreas gruesas o con apariencia de cuero, llamadas liquenización, lo cual puede ocurrir después de rascado o irritación prolongados

## Diagnóstico
El eccema es más común en los niños y mayores de edad, al menos la mitad de estos casos se resuelven a la edad de 36 meses. La dermatitis atópica suele retirarse a partir de la adolescencia. 
En la piel se presenta una reacción por hipersensibilidad (similar a la alergia), la cual produce una inflamación crónica que ocasiona picazón y descamación. El rascado y la irritación crónica hacen que la piel se vuelva gruesa y adquiera una textura como la del cuero.
Es muy común que se produzca en las coyunturas de los brazos y piernas, así como también en el cuello.

## Tratamiento
El tratamiento está orientado principalmente a reducir la frecuencia y severidad de los brotes. Se basa en la combinación de diversas estrategias:
- Educación/Formación: Información a los afectados y familiares sobre la enfermedad, para que tengan el conocimiento de que la dermatitis atópica es un desorden complejo y crónico y así generar en ellos expectativas realistas.[10]

- Cuidados cosméticos de la piel: La aplicación de cremas humectantes e hidratantes pueden evitar que la piel se reseque y disminuir la necesidad del empleo de medicamentos.[9][11]

- Tratamiento farmacológico: Los corticosteroides tópicos, principalmente la hidrocortisona, han demostrado buenos resultados en el manejo de la dermatitis atópica.[9] Si estos no resultan efectivos, se pueden emplear durante cortos períodos de tiempo inmunosupresores tópicos, tales como el tacrolimus o el pimecrolimus, si bien normalmente se evitan, ya que pueden causar cáncer de piel o linfoma.[9][12] Los antihistamínicos por vía oral ayudan a reducir el picor.[4] Otras opciones incluyen el empleo de inmunosupresores sistémicos, tales como la ciclosporina, el metotrexato, el interferón gamma o el ácido micofenólico.[9][13]

- Dieta: En aquellos pacientes en los cuales la dermatitis atópica aparece asociada a una enfermedad celíaca o una sensibilidad al gluten no celíaca, la dieta sin gluten permite el alivio de los síntomas y previene la aparición de nuevos brotes.[7][8]

- Probióticos: Los efectos de la administración de probióticos para la prevención o tratamiento de enfermedades alérgicas, como la dermatitis atópica, siguen siendo tan controvertidos que no se puede hacer ninguna recomendación firme sobre su empleo.[14]